# العلاقات الإكوادورية السيشلية
العلاقات الإكوادورية السيشلية هي العلاقات الثنائية التي تجمع بين الإكوادور وسيشل.

## مقارنة بين البلدين
هذه مقارنة عامة ومرجعية للدولتين:
| وجه المقارنة                                              | الإكوادور                      | سيشل                                                |
| --------------------------------------------------------- | ------------------------------ | --------------------------------------------------- |
| المساحة (كم2)                                             | 283.56 ألف                     | 459                                                 |
| عدد السكان (نسمة)                                         | 16.62 مليون                    | 95.84 ألف                                           |
| الكثافة السكانية (ن./كم²)                                 | 58.61                          | 20.88 ألف                                           |
| العاصمة                                                   | كيتو                           | فيكتوريا                                            |
| اللغة الرسمية                                             | اللغة الإسبانية، كيشوا ‏، شوار ‏ | لغة فرنسية، لغة إنجليزية، اللغة الكريولية السيشيلية |
| العملة                                                    | دولار أمريكي، سوكري إكوادوري   | روبية سيشلية                                        |
| الناتج المحلي الإجمالي (بليون دولار)                      | 103.06 مليار                   | 1.49 مليار                                          |
| الناتج المحلي الإجمالي (تعادل القوة الشرائية) بليون دولار | 185.24 مليار                   | 2.54 مليار                                          |
| الناتج المحلي الإجمالي الاسمي للفرد دولار أمريكي          | 6.21 ألف                       | 15.48 ألف                                           |
| الناتج المحلي الإجمالي للفرد دولار أمريكي                 | 11.37 ألف                      | 26.42 ألف                                           |
| مؤشر التنمية البشرية                                      | 0.746                          | 0.772                                               |
| رمز المكالمات الدولي                                      | +593                           | +248                                                |
| رمز الإنترنت                                              | .ec                            | .sc                                                 |
| المنطقة الزمنية                                           | 00                             | ت ع م+04:00                                         |

## منظمات دولية مشتركة
يشترك البلدان في عضوية مجموعة من المنظمات الدولية، منها:
| علم المنظمة | اسم المنظمة                        | تاريخ انضمام الإكوادور | تاريخ انضمام سيشل |
| ----------- | ---------------------------------- | ---------------------- | ----------------- |
|             | يونسكو                             | 22 يناير 1947          | 18 أكتوبر 1976    |
|             | وكالة ضمان الاستثمار متعدد الأطراف | 12 أبريل 1988          | 15 سبتمبر 1992    |
|             | الأمم المتحدة                      | 21 ديسمبر 1945         | 21 سبتمبر 1976    |
|             | الفريق المعني برصد الأرض           | ?                      | ?                 |
|             | الاتحاد البريدي العالمي            | ?                      | ?                 |
|             | البنك الدولي للإنشاء والتعمير      | 28 ديسمبر 1945         | 29 سبتمبر 1980    |
|             | الاتحاد الدولي للاتصالات           | 17 أبريل 1920          | 17 سبتمبر 1999    |
|             | منظمة حظر الأسلحة الكيميائية       | ?                      | 29 أبريل 1997     |
|             | مؤسسة التمويل الدولية              | 20 يوليو 1956          | 11 يونيو 1981     |
|             | منظمة الشرطة الجنائية الدولية      | ?                      | 1 سبتمبر 1977     |

## وصلات خارجية
- موقع وزارة الخارجية الإكوادورية
- موقع وزارة الخارجية السيشلية